# بریتنی اسمارت
بریتنی اسمارت (انگلیسی: Brittany Smart؛ زادهٔ ۲۸ مهٔ ۱۹۸۵) بازیکن بسکتبال اهل ایالات متحده آمریکا است.